# Naos (Architektur)

Naos eines Peripteros

Naos (altgriechisch ναός und νεώς neós ‚Tempel‘) bezeichnet in der antiken Verwendung einen Tempel, insbesondere auch seinen Innenraum, unabhängig davon, ob er ein- oder mehrschiffig gestaltet war.

## Der Naos in der Antike
Heute verwendet man den Begriff Naos vor allem beim Peripteros (Ringhallentempel) für den aus Wänden bestehenden Kernbau des Tempels, im Gegensatz zu der ihn umgebenden Peristase (Ringhalle). Der Naos umfasst die Cella als Hauptraum und in der Regel eine Vorhalle, als Pronaos bezeichnet, sowie gegebenenfalls den Opisthodom (rückwärtige Halle) und das Adyton, ein den Priestern vorbehaltener Raum. Nach altägyptischen Mythologievorstellungen repräsentierte der Naos das „Innere des Himmels“, also den Wohnort der Götter.
Die Rückseite des Naos bildete bei dorischen Tempeln meist der Opisthodom, eine formal dem Pronaos entsprechende rückwärtige Halle, jedoch ohne Zugang zur Cella. Bei Tempeln ionischer Ordnung findet sich hingegen nur bei einigen Tempeln spätklassischer und hellenistischer Zeit ein Opisthodom (erstmals sicher belegt am Athenatempel von Priene). Der Opisthodom ist nicht aus einer Nutzung heraus entwickelt, sondern ästhetisch zu begründen: Um der Allseitigkeit des Peripteros zu entsprechen, erhielt der Naos auch auf seiner Rückseite das Aussehen seiner vorderen Frontseite, d. h. des Pronaos.
Vor allem bei den griechischen Tempeln Großgriechenlands, der Magna Graecia, auf Sizilien und in Unteritalien, findet sich bis in frühklassische Zeit oft ein weiterer, als Adyton bezeichneter Raum, der den Priestern vorbehalten war. Hingegen wurde in dieser Region der Opisthodom wohl erst in frühklassischer Zeit übernommen.

## Der Naos im orthodoxen Kirchenbau

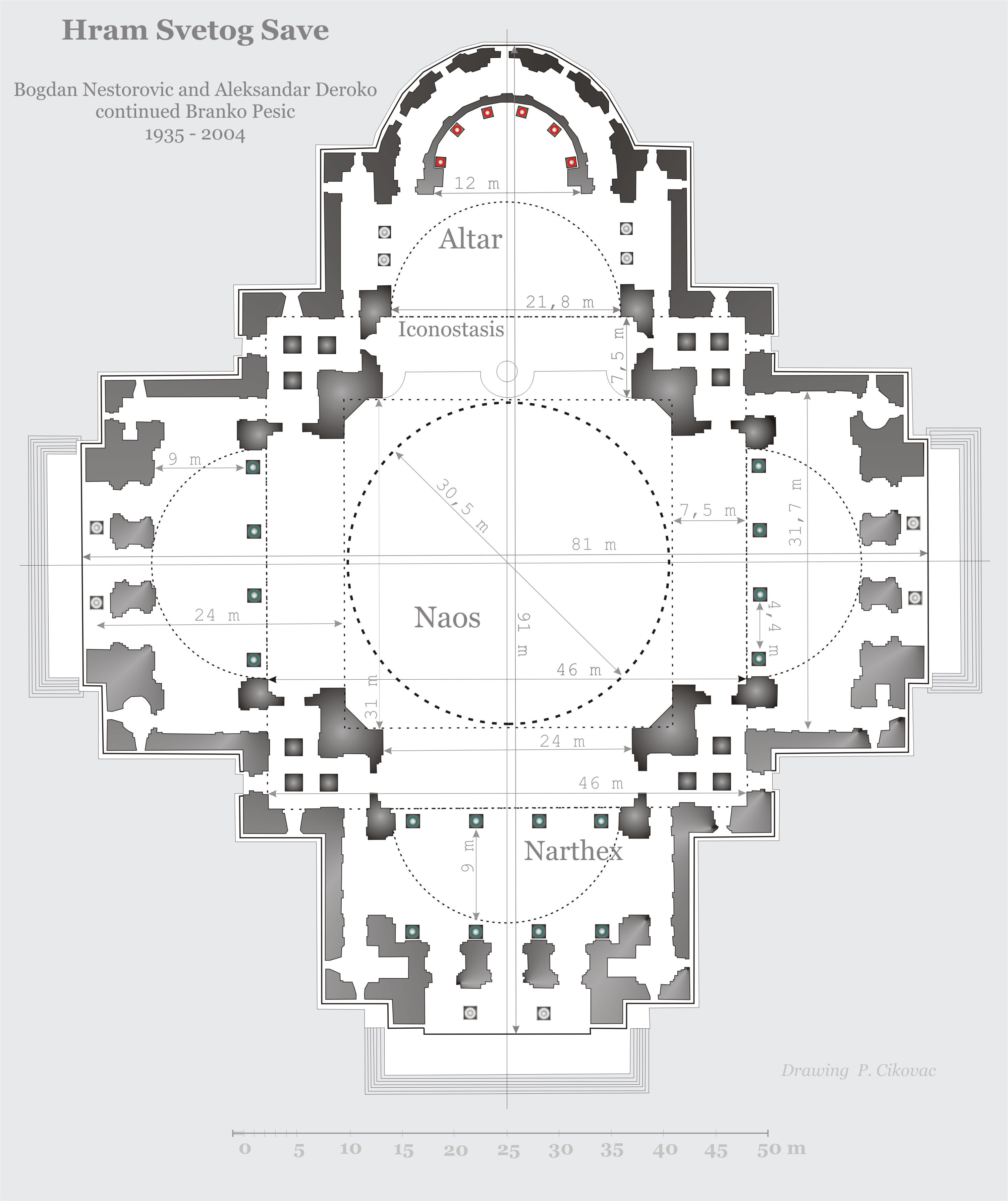
Naos in einer Orthodoxen Kirche

Bei orthodoxen Kirchengebäuden bezeichnet man mit Naos den Gemeinderaum zwischen der Vorhalle (dem Narthex, auch Pronaos) und dem Altarraum. In der Kreuzkuppelkirche wird der Naos dann zum Zentrum der Kirche.

## Bedeutungen im Neugriechischen
Im heutigen Griechisch hat das Wort ναός (naós) verschiedene Bedeutungen: 
- christliches Gotteshaus, Kirche (Hauptbedeutung)
- Gemeinderaum im Kirchengebäude
- Ort religiöser Praxis und Gottesverehrung in anderen Religionen, also Synagoge, Moschee, Pagode usw.
- antiker Tempel